# Хорнер, Ред
Джордж Реджинальд Хорнер (англ. George Reginald Horner; 28 мая 1909, Линден — 27 апреля 2005, Торонто) — канадский хоккеист, игравший на позиции защитника; обладатель Кубка Стэнли 1932 года в составе «Торонто Мейпл Лифс».

## Биография

### Игровая карьера
Начал хоккейную карьеру в «Торонто Мальборос», отыграв в котором осенью 1928 года присоединился к клубу НХЛ «Торонто Мейпл Лифс». В составе «Мейпл Лифс» он отыграл 12 сезонов, завоевав в 1932 году Кубок Стэнли, не являясь при этом ключевым защитником команды, но был лидером НХЛ по количеству заработанных штрафных минут, достигнув отметки 1264 минут.
Завершил игровую карьеру по окончании сезона 1939/40 в возрасте 31 года.

### Деловая карьера
По окончании карьеры занимался бизнесом в нескольких компаниях.

### Признание
В 1965 году был принят в Зала хоккейной славы.

### Смерть
Скончался 27 апреля 2005 года в Торонто на 96-м году жизни; на момент смерти он был старейшим среди живых обладателей Кубка Стэнли и последним чемпионом НХЛ 1932 года.